# Друга весна
«Друга весна» (рос. «Вторая весна») — російський радянський художній фільм режисера  Володимира Венгерова, знятий на кіностудії «Ленфільм» у 1979 році за мотивами повісті Георгія Маркова «Заповіт».

## Сюжет
Фронтові друзі під час важкого бою дали один одному клятву, що той з них, хто залишиться в живих, буде продовжувати справу загиблого. Михайло Нестеров (Анатолій Кузнецов) залишився в живих і головною справою його життя стає пошук родовища цінної глини. Ці пошуки почав його друг ще до війни, в глухих тайгових місцях. Євдокія Перевалова (Наталія Єгорова) — вдова загиблого друга вирішує допомогти Нестерову дістатися до тих глухих місць…

## У ролях
- Анатолій Кузнецов —  Михайло Іванович Нестеров
- Наталія Єгорова —  Євдокія Трохимівна Перевалова
- Микола Рибников —  Федір Фролов, воєнком
- Тетяна Лаврова —  Серафима Леонідівна, дружина Нестерова
- Світлана Крючкова —  Ліда, дружина загиблого фронтового друга
- Тетяна Голодович —  Іришка, сестра Серафими
- Олена Драпеко —  Глаша
- Лариса Буркова —  Аграфена, доярка
- Ніна Мамаєва —  Меланія Антонівна, мати Ліди
- Вадим Медведєв —  Іван Гаврилович
- Микола Боярський —  начальник геологічної лабораторії
- Віктор Боков —  балалаєчник
- Михайло Васильєв —  колгоспник
- Любов Малиновська —  візник
- Валерій Кравченко —  водій-колгоспник
- Ольга Малозьомова —  мати Глаши
- Катерина Мелентьєва —  Маргарита Дмитрівна, секретар
- Алла Панова —  військовослужбовець
- Вікторія Смоленська —  Клавдія Сучкова
- Віктор Терехов —  колгоспник-інвалід
- Станіслав Фесюн —  колгоспник
- Віктор Чайников —  батько Глаши
- Аріна Рибникова —  дівчина-водій
- Лідія Штикало —  адміністратор в будинку колгоспника
- Ігор Боголюбов —  Єгор  (немає в титрах)
- Володимир Волчик —  старий тракторист  (немає в титрах)

## Знімальна група
- Автор сценарію: Фелікс Миронер
- Режисер:  Володимир Венгеров
- Оператор:  Ростислав Давидов
- Художник: Віктор Волін
- Композитор:  Ісаак Шварц